# Шукери
Шукери (груз. შუყერი) — село в Грузии, на территории Ткибульского муниципалитета края (мхаре) Имеретия.

## География
Село находится в западной части Грузии, на левом берегу реки Чала (правый приток Цкалцителы), на расстоянии 27 километров к западу от города Ткибули, административного центра муниципалитета. Абсолютная высота — 361 метр над уровнем моря.

## Население
По результатам официальной переписи населения 2014 года, в Шукери проживало 45 человек (26 мужчин и 19 женщин). В национальной структуре населения грузины составляли 100 %.
| Год  | Население, человек |
| ---- | ------------------ |
| 2002 | 94                 |
| 2014 | ↘ 45               |